# Lahcen Lyoussi

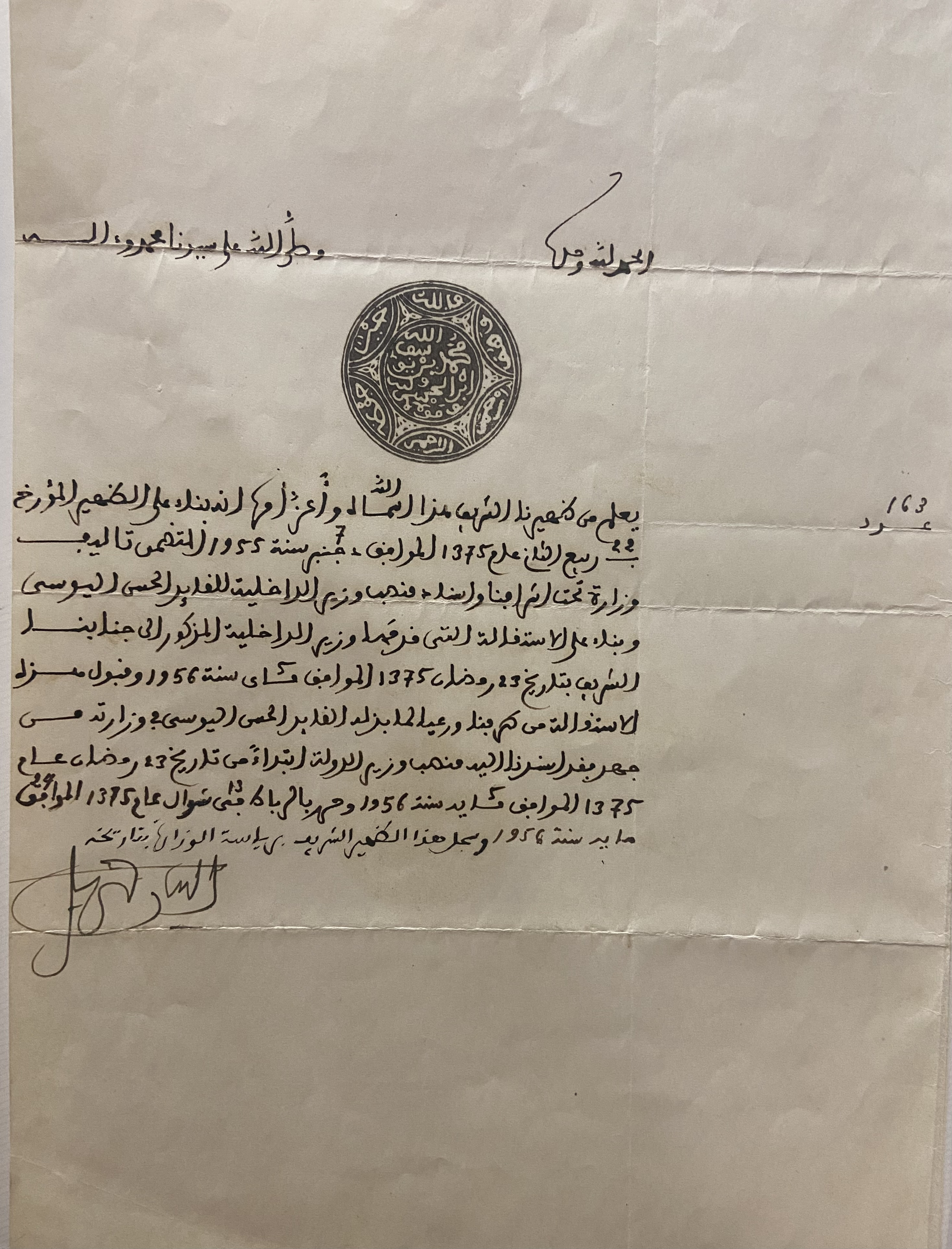
Dahir de Feu Sa Majesté Mohammed V pour la nomination du Caid Lahcen Lyoussi au poste de Ministre de L'interieur en 1956.

Lahcen Lyoussi, né à Sefrou en 1903 et décédé en 1970, est un homme politique marocain. Il fut notamment le premier ministre de l'Intérieur du Maroc redevenu indépendant.

## Biographie
Caïd de la tribu berbère des Ait Youssi de 1926 à 1953.Lahcen Lyoussi a succédé a son père le Caid Haddou Ou Said à l'âge de 22 ans, et a occupé les fonctions de ministre de l'Intérieur et ministre de la Couronne sous Feu Mohammed V, dans le gouvernement Bekkaï I (premier gouvernement du Maroc redevenu indépendant). Il fut un des fondateurs du parti politique le Mouvement Populaire avec Abdelkrim El Khatib.
Le Caid Lahcen a épousé Itto Oubejja sœur du Colonel Mimoun Oubejja et a eu 3 enfants, feu Lhoussain Lyoussi, Mustafa Lyoussi, Haddou Lyoussi et Mohammed Lyoussi issue d'un premier mariage.